# Jaworzyna (Kamienicka)
Jaworzyna, Jaworzyna Kamienicka, Polana Jaworznicka – położona na wysokości 1190–1265 m n.p.m. polana na północno-wschodnim stoku Jaworzyny Kamienickiej w Gorcach. Jest to jedna z najpiękniejszych gorczańskich polan. Roztacza się z niej bardzo szeroka panorama na Beskid Sądecki i Beskid Wyspowy. Szczególnie dobrze widać stąd wznoszące się po południowej stronie pobliskie grzbiety Kudłonia i Gorca wraz z ich polanami. Od północno-wschodniej strony stok polany opada do potoku Kamienica, spływającego głęboką kotliną pomiędzy Gorcem i Kudłoniem.
Polana była dawniej wypasana. Przed I wojną światową gazdował tutaj Tomasz Chlipała, nazywany Bulandą. Był to jeden z najbardziej słynnych gorczańskich baców. Kazimierz Ignacy Sosnowski nazywał go „górzańskim Sabałą”. Wybudował on w 1904 r. na górnym skraju polany kapliczkę zwaną kapliczką Bulandy. Jedna z wersji ludowych przekazów mówi, że Bulanda zobaczył podczas sny liczne dusze pokutujące za grzechy, które błądzą po górach i nie mają gdzie kolan ugiąć, by przyklęknąć przed poświęconym miejscem.
Na polanie wiele ciekawych gatunków roślin: żyworodna forma wiechliny alpejskiej, kuklik górski, urdzik karpacki. Z ptaków spotkać tu można m.in. siwerniaka, jarząbka, a bywa tu nawet głuszec. Po zaprzestaniu wypasu polana zaczęła zarastać łanami borówki, malin i pojedynczymi drzewami. By zahamować jej całkowite zarośnięcie lasem, Gorczański Park Narodowy rozpoczął coroczne jej wykaszanie.
W górnej części polany, obok kapliczki Bulandy ławki dla turystów. Z tego też miejsca, przez las na zachodnią stronę, prowadzi z polany żółty szlak turystyczny do drugiej pod względem długości gorczańskiej jaskini Zbójnickiej Jamy. Obok duża tablica z opisem polany, a także panorama szczytów, które z niej widać.
We wrześniu 1944 na tę polanę zrzucony został liczący 70 żołnierzy desant sowieckich partyzantów majora Iwana Zołotara.
Jaworzyna znajduje się na obszarze Gorczańskiego Parku Narodowego, w granicach wsi Zasadne, w województwie małopolskim, w powiecie limanowskim, gminie Szczawa.

## Szlaki turystyki pieszej
odcinek: Gorc – Przysłop Dolny – Przysłop – Przysłop Górny – Średniak – polana Jaworzyna – Trzy Kopce – Polana Gabrowska – Hala Długa – Turbacz. Odległość 10,4 km, suma podejść 370 m, suma zejść 270 m, czas przejścia 2 godz. 50 min, z powrotem 2 godz. 30 min.

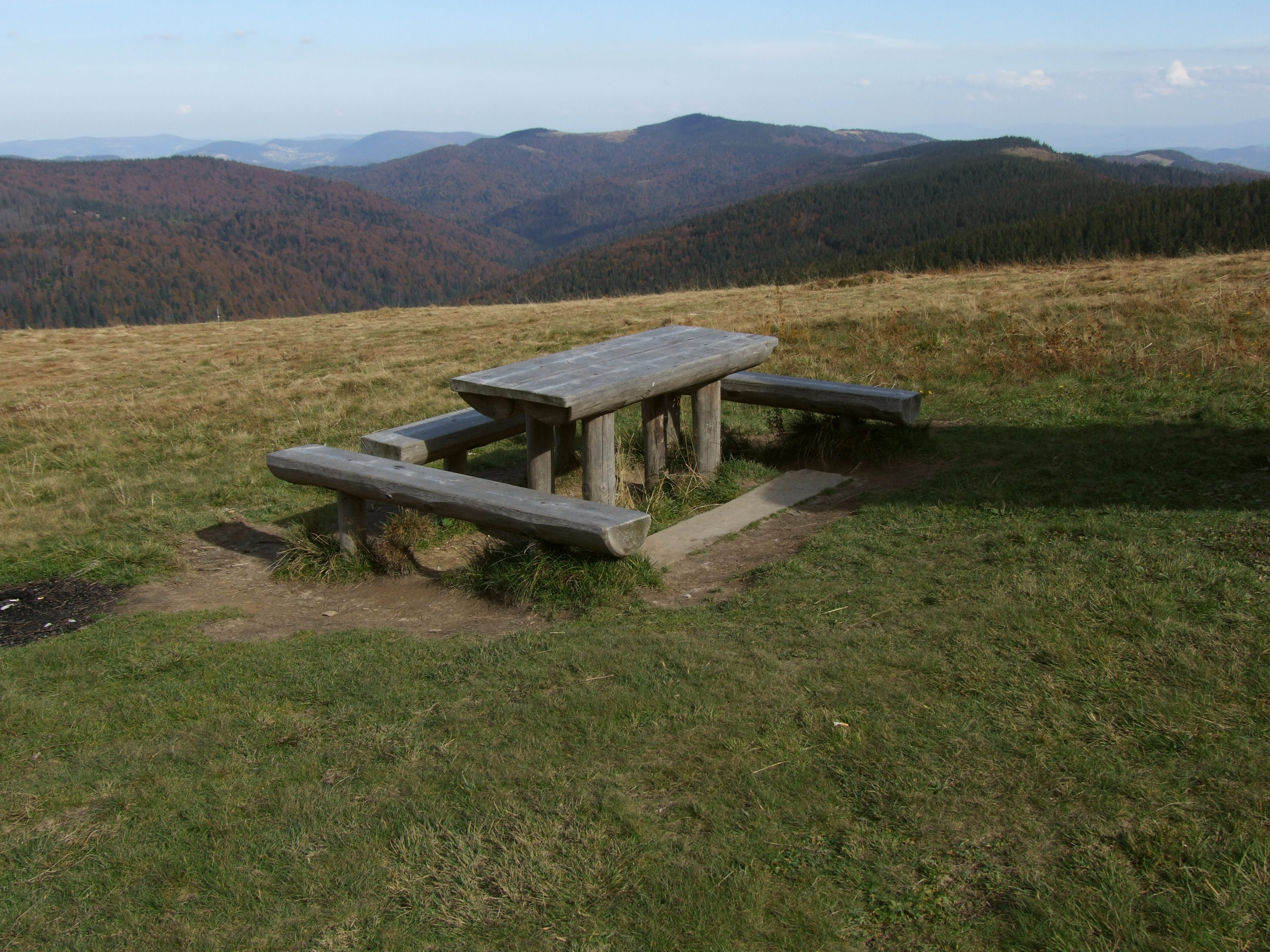
Widok w kierunku północno-wschodnim, w oddali Gorc
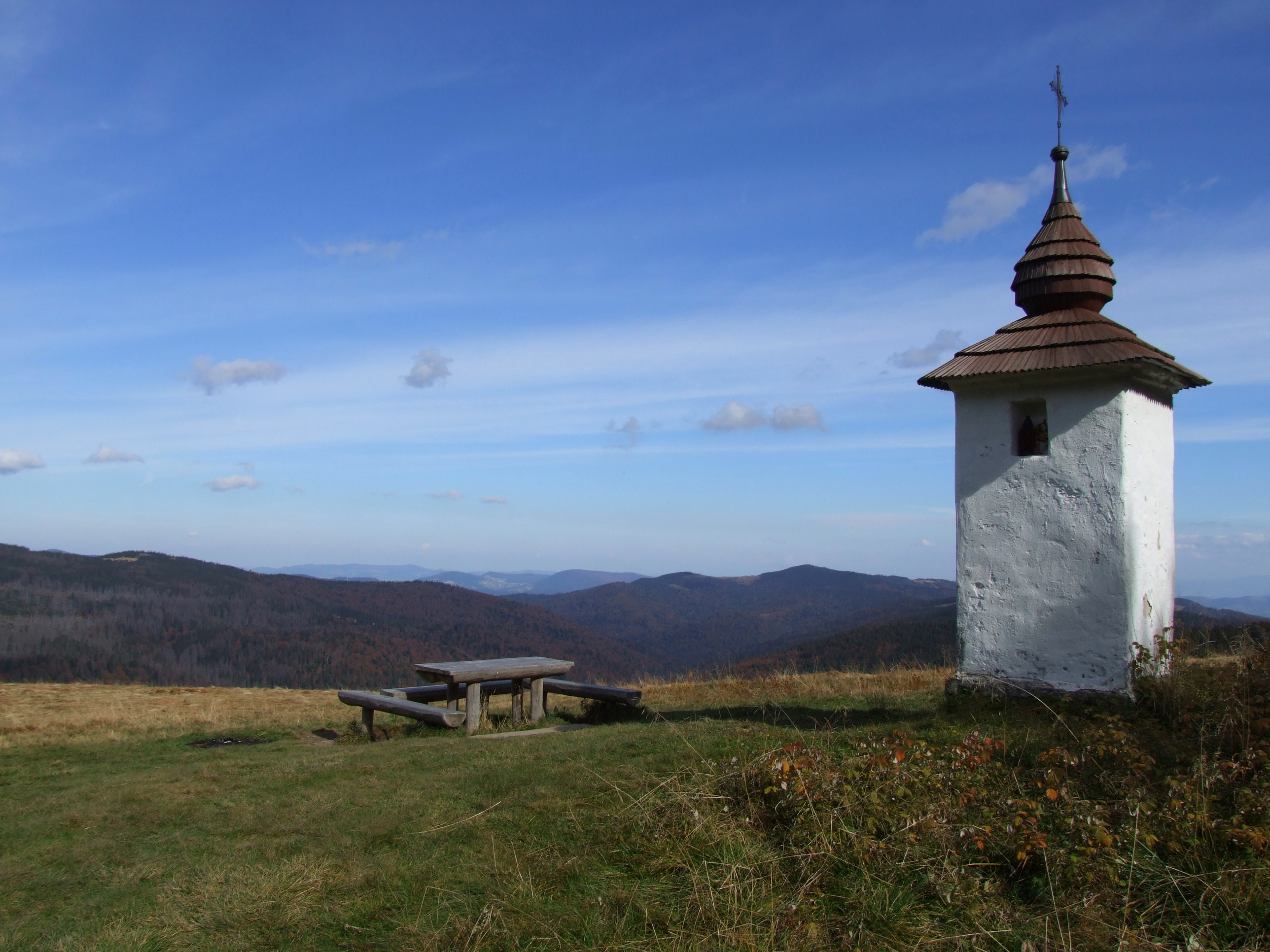
Kapliczka Bulandy
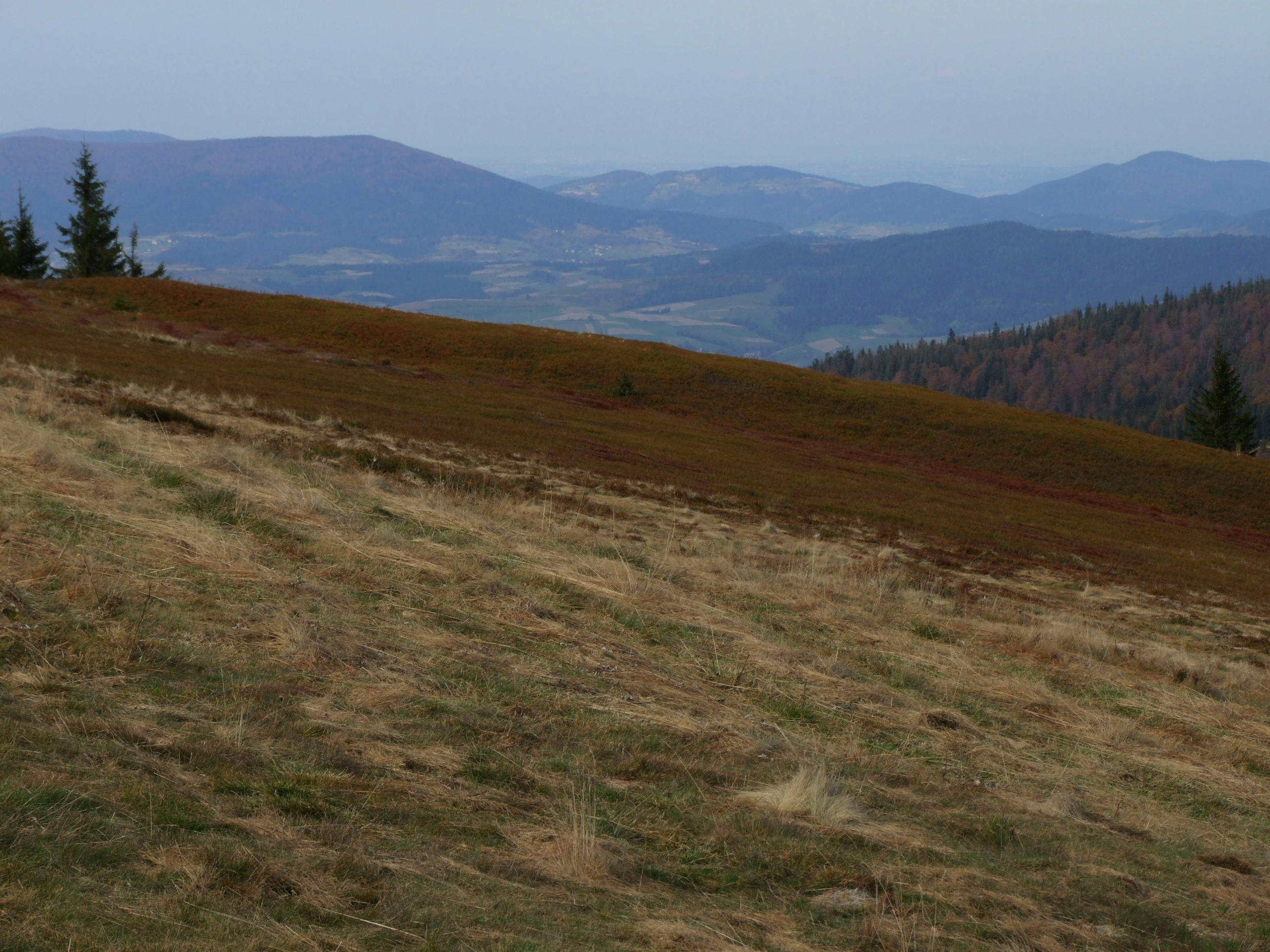
Widok w kierunku północnym na Beskid Wyspowy
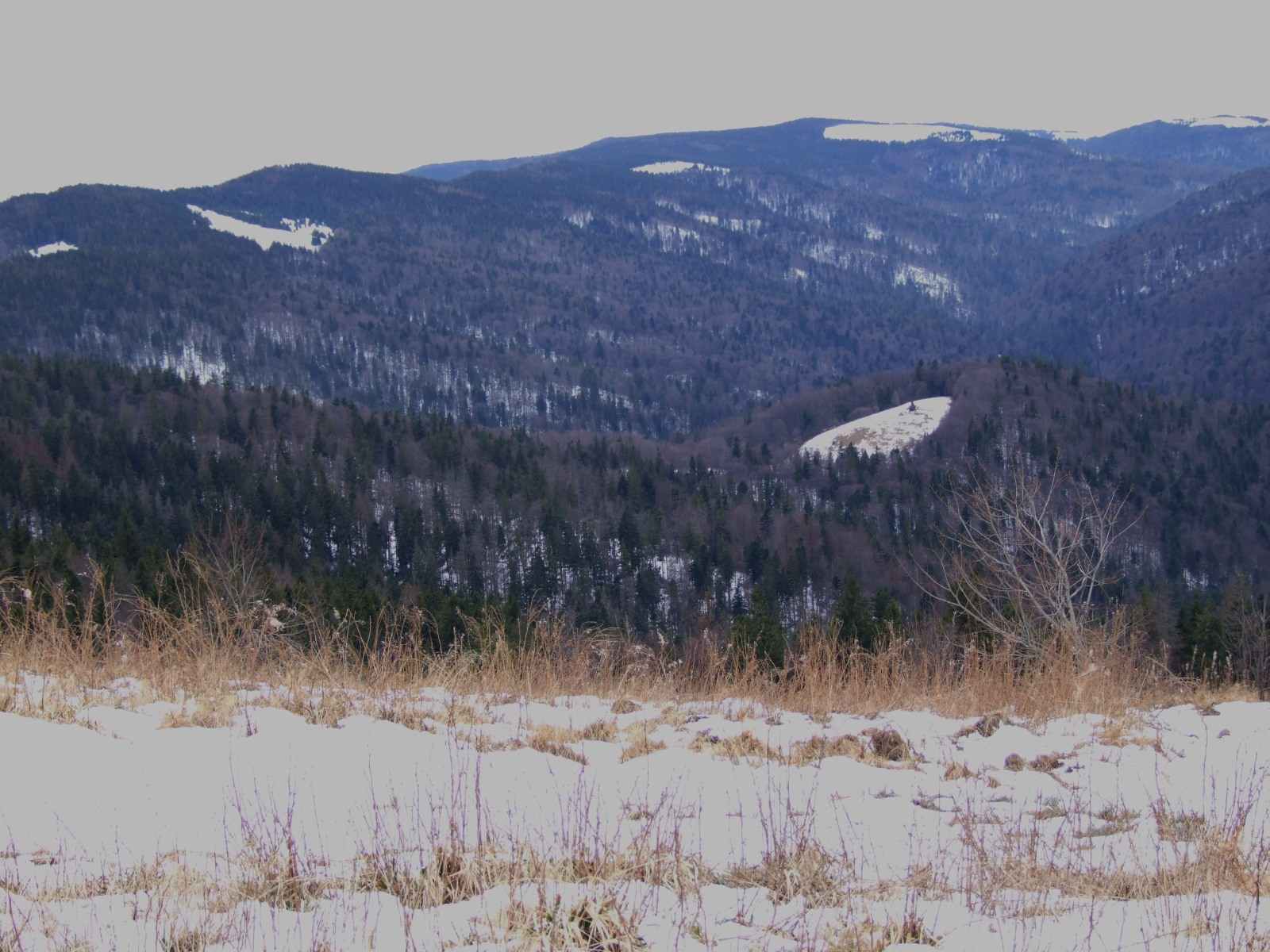
Widok na Jaworzynę Kamienicką z Gorca